# Satan's Serenade: The Quartz Anthology
Satan's Serenade: The Quartz Anthology è una raccolta del gruppo heavy metal britannico Quartz, pubblicata nel 2004 per l'etichetta discografica Castle.
La raccolta è divisa in due CD: nel primo vi sono tutte le tracce del primo album con in aggiunta delle tracce inedite registrate fino al 1979 (tra cui Circles, mai pubblicata in un album e delle demo Can't Say No to You e Wildfire registrate con Geoff Nicholls, pubblicate nell'album Stand Up and Fight). Nel secondo disco invece vi sono le tracce dell'album Live Quartz con in aggiunta altre tracce inedite, registrate sempre dal vivo.

## Tracce

### CD1
1. Mainline Riders
2. Sugar Rain
3. Street Fighting Lady
4. Hustler
5. Devil's Brew
6. Smokie
7. Around and Around
8. Pleasure Seekers
9. Little Old Lady
10. Satan's Serenade
11. Wildfire
12. Can't Say No to You
13. I Can't Let Go
14. The Dealer
15. Circles
16. Nantucket Sleighride
17. Back in the Band

### CD2
1. Street Fighting Lady
2. Goodtime Tonight
3. Mainline Riders
4. Belinda
5. Birdman
6. Around And Around
7. Roll over Beethoven
8. Count Dracula
9. The Hustler
10. Born to Rock the Nation
11. Jailbait
12. Nantucket Sleighride
13. Pleasure Seekers
14. Circles
15. Walking on Holy Water
16. Bloody Fool

## Formazione
- Mike Taylor - voce
- Mick Hopkins - chitarra
- Malcolm Cope - batteria
- Derek Arnold - basso, voce
- Geoff Nicholls - voce, chitarra, tastiere